# Білкохвіст Флотова
Білкохвіст Флотова (Sciurohypnum flotowianum) — вид мохів порядку гіпнобрієвих (Hypnales).

## Поширення
Ареал охоплює такі частини світу: Європа, Макаронезія, Азія, Австралія, Нова Зеландія.
Вид, який малопомітний у польових умовах, рідко утворює спорові коробочки.

## Характеристика

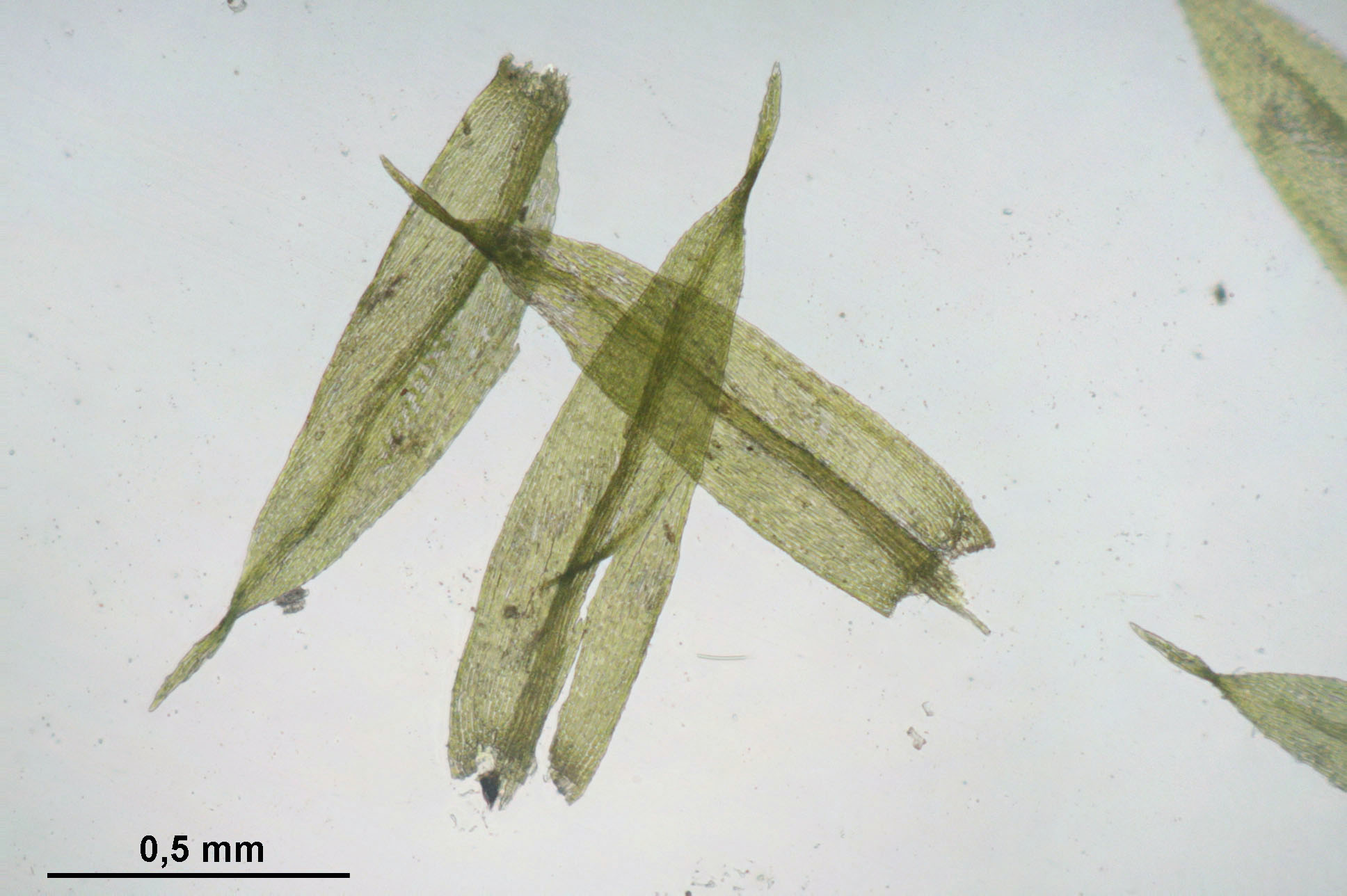

Рослини помірно сильні й утворюють плоскі газони від світло- до темно-зелених або коричневих. Стебла від розпростертих до висхідних і від неправильно- до майже перисто-розгалужених; загострені гілки здебільшого висхідні. Стеблові листки мають довжину від 1.6 до 2.1 міліметра, мають від двох до чотирьох поздовжніх складок, ланцетні та звужуються до кінчика листя, який часто повернутий на 180 градусів. Краї листя вузько загнуті внизу і зубчасті, особливо у верхній половині листа. Дуже сильна листова жилка займає приблизно від п'ятої до чверті ширини листа біля основи, поступово звужується до верхівки й закінчується перед кінчиком листка. Листки гілок трохи менше ніж листя стебла, в іншому схожі. Вид дводомний. Циліндрична коробочка зігнута й частково висувається, кришечка довга, криво-дзьобоподібна.